# JACK Audio Connection Kit
JACK Audio Connection Kit o JACK è un server audio operante come demone, che fornisce connessioni a bassa latenza tra le cosiddette applicazioni jackified, per dati sia audio che midi. Esso è pubblicato sotto licenza GNU GPL, mentre le librerie sotto GNU LGPL.
È stato creato da Paul Davis.

## Caratteristiche
JACK può avvalersi del framework software messi a disposizione da ALSA, PortAudio, CoreAudio, FreeBOB e (ancora in fase di sperimentazione) OSS come back-end. Attualmente può essere installato funzionante su Linux, FreeBSD e macOS. C'è anche una versione JACKDMP per Windows.
L'utilizzo di Jack avviene in genere tramite riga di comando, ma esiste un'applicazione chiamata "qjackctl" o Jack Control che permette di gestire Jack, e quindi tutto l'impianto di Input/output tra client, tramite una semplice interfaccia grafica.
A partire dal 2007 sono state realizzate molte applicazioni che supportano JACK; ad esempio molti riproduttori video lo utilizzano per l'output audio, e moltissime applicazioni per la riproduzione audio in distribuzioni GNU/Linux supportano JACK a livello di collegamenti hardware.

## Applicazioni che fanno uso di JACK
Alcuni programmi che interagiscono con JACK:
- Renoise - software di composizione musicale appartenente alla categoria dei tracker
- Aqualung - player multimediale basato su GTK+
- qjackctl - uno strumento di controllo di JACK basato su Qt
- Ardour - una workstation audio digitale opensource per Linux
- Qtractor[1] - una workstation audio come Ardour per Linux ma anche per Windows, completamente gratuita e open source
- Xjadeo[2] - un monitor video associato a JACK potendo in questo modo registrare su un video con qualsiasi altro programma che utilizza JACK o più in generale sincronizzare il play di JACK con l'esecuzione di un video
- Patchcage[3] - uno strumento di controllo di JACK simile a qjackctl
- Audacious - Riproduttore audio per X11
- Baudline - uno strumento per l'analisi del segnale
- SuperCollider - un linguaggio di programmazione audio real-time
- ChucK - un linguaggio di programmazione audio real-time
- CheeseTracker - un clone di Impulse Tracker
- MuseScore - software di notazione musicale
- Rosegarden - una workstation audio digitale opensource per Linux
- XMMS - riproduttore audio per X11 simile ad Audacious
- Freqtweak - equalizzatore digitale
- MusE - sequencer MIDI/audio basato su QT
- Pure data - linguaggio di programmazione grafico per multimedia
- ZynAddSubFX - sintetizzatore open source
- Hydrogen - drum machine

## Librerie
- Allegro - libreria per la programmazione di giochi
- bio2jack - libreria che consente porting di applicazioni OSS/ALSA bloccate a JACK
- libjackasyn - libreria che converte programmi scritti per i sistemi OSS in applicazioni JACK
- JACK-Client - libreria Python per interagire con JACK